# Návsí
Návsí é uma comuna checa localizada na região de Morávia-Silésia, distrito de Frýdek-Místek‎.

## Galeria

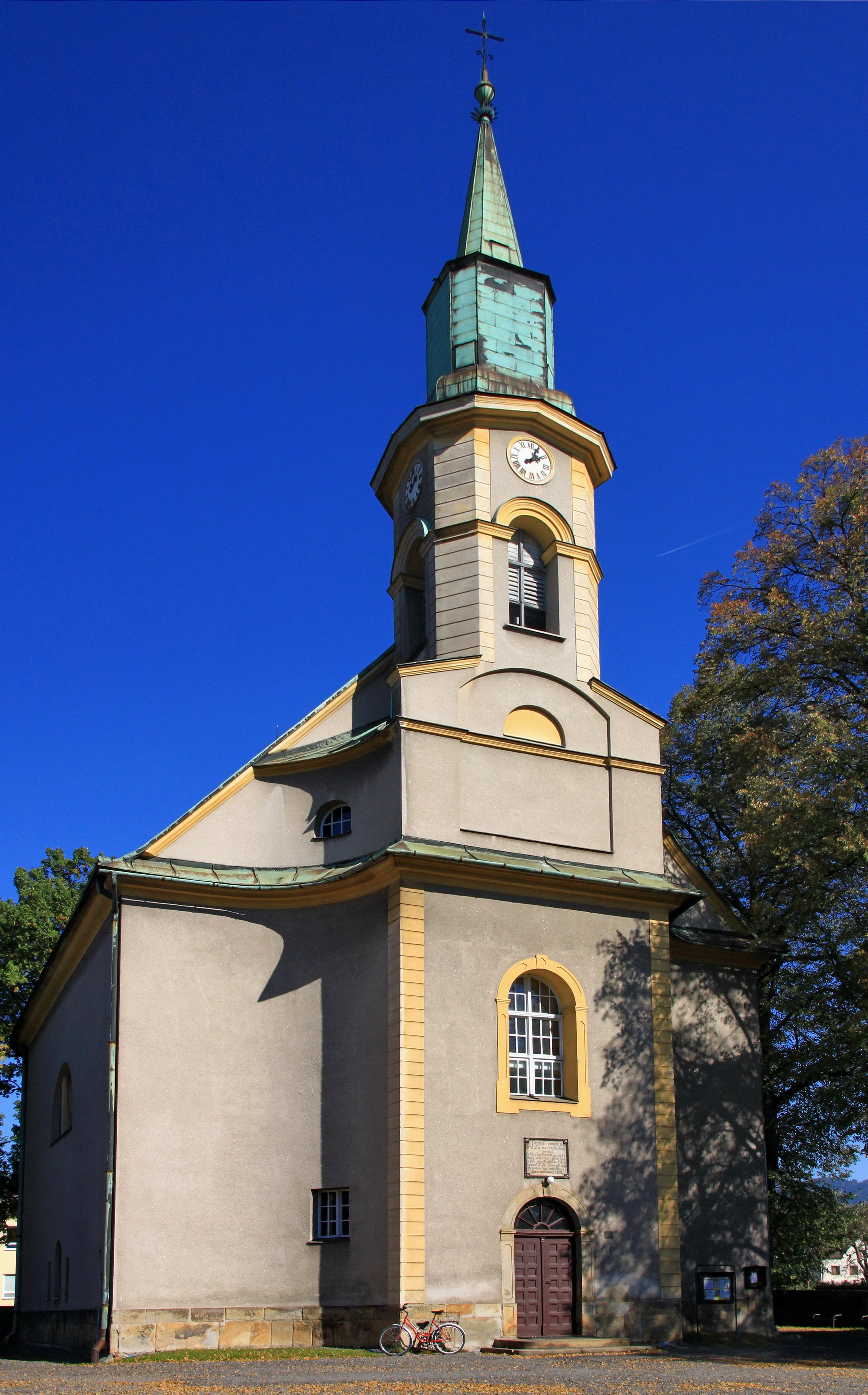
Igreja Luterana
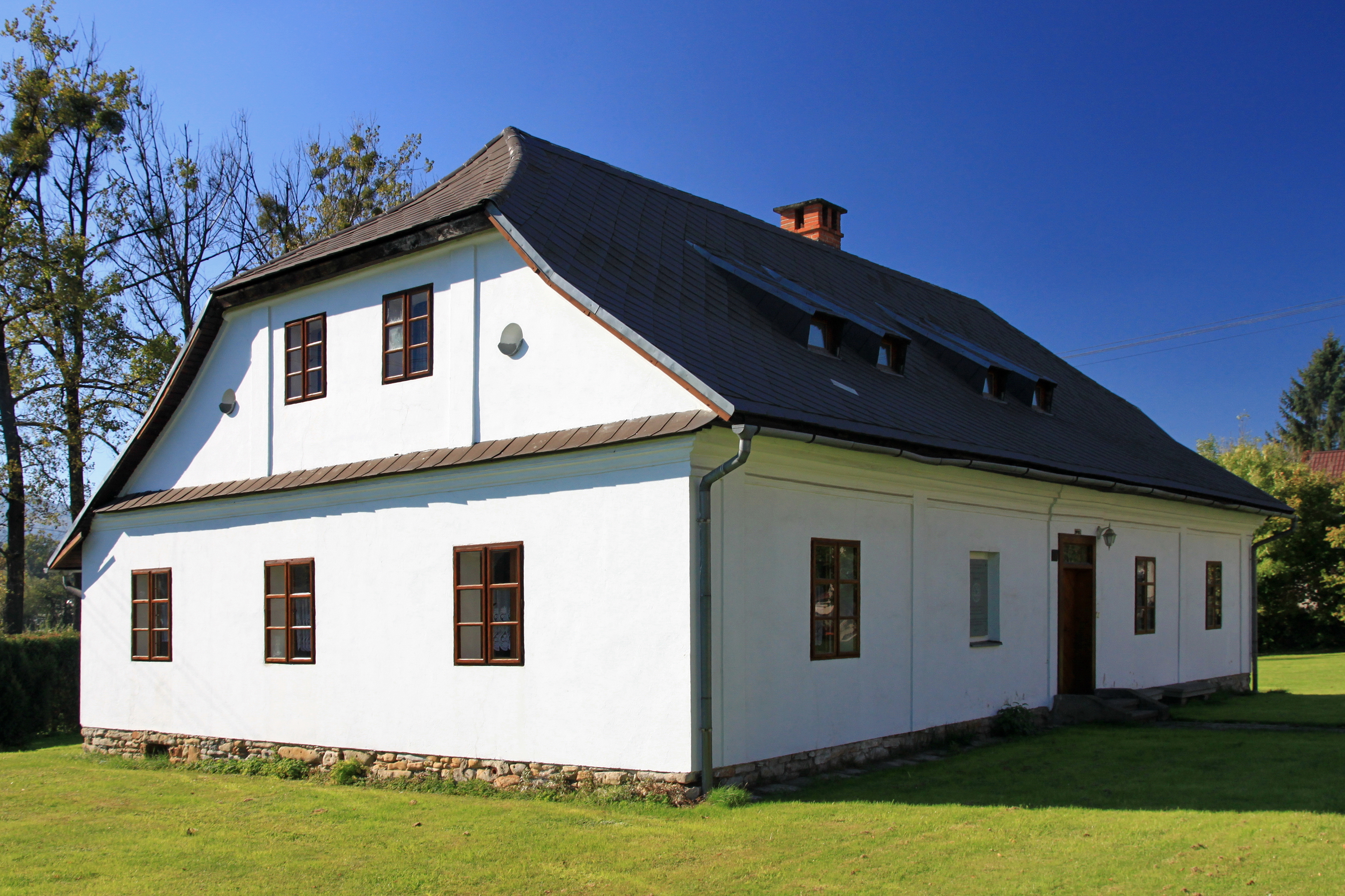
A antiga escola evangélica
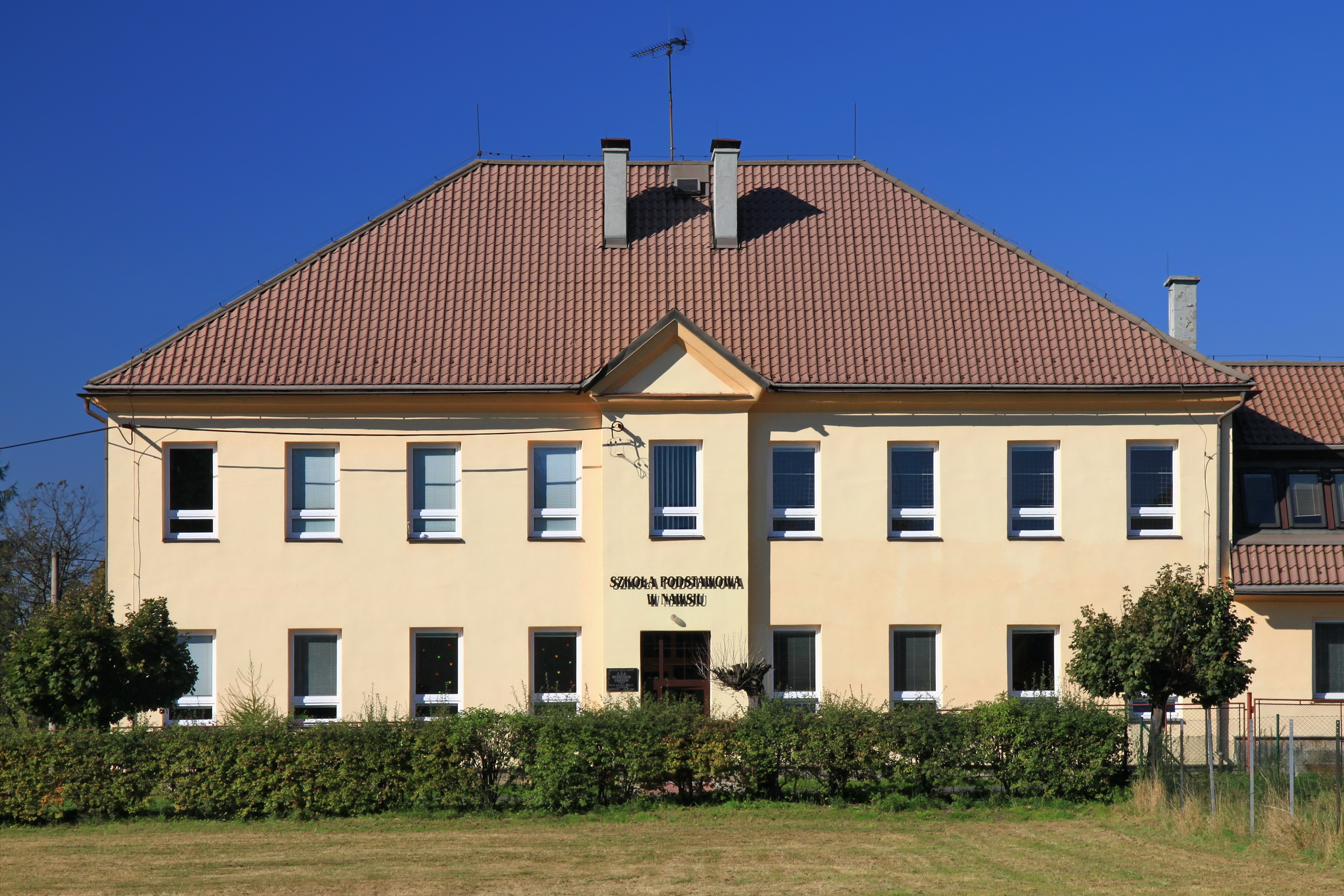
Polonês Escola Primária
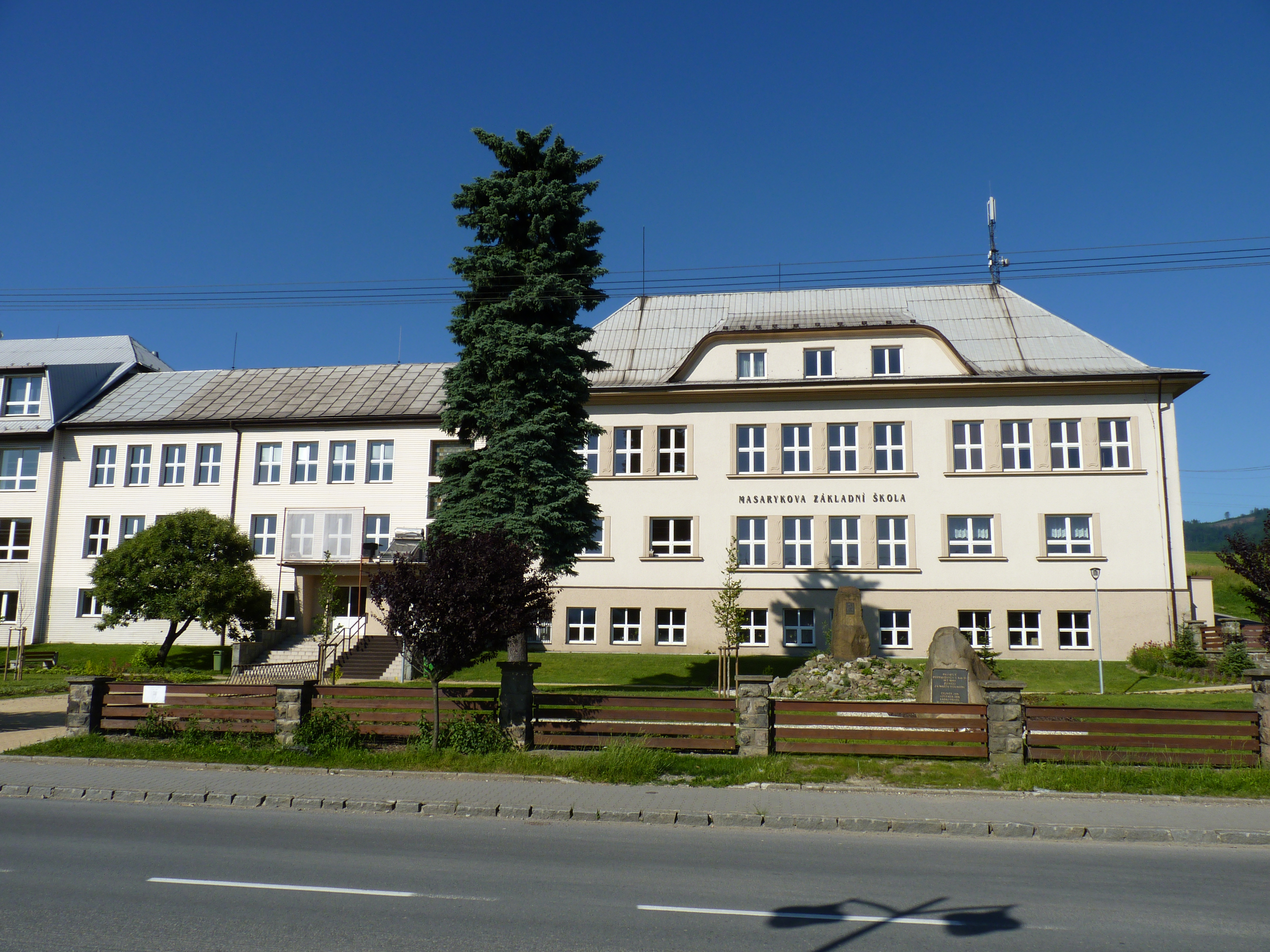
Escola Primária Checa
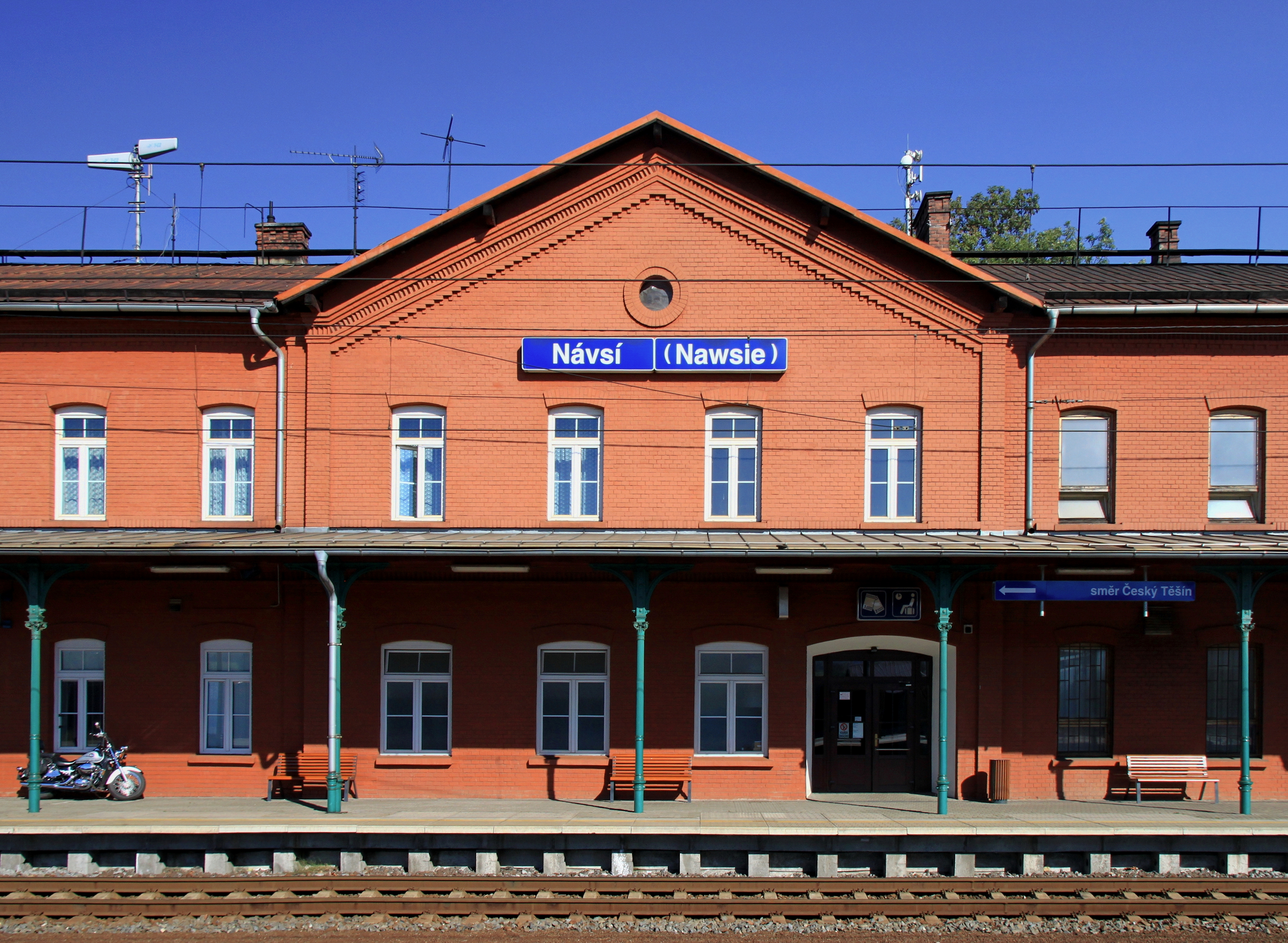
Estação de trem